# إيه تي آي تكنولوجيز
شركة إيه تي آي تكنولوجيز المندمجة (بالإنجليزية: .ATI Technologies Inc)‏ كانت مصمم ومزود رئيسي لوحدات معالجة الرسومات، شرائح اللوحة الأم، وكروت الشاشة تم بيعها لشركة إيه إم دي عام 2006، لكن اسم الشركة «إيه تي آي» (ATI) أبقي في مجال بطاقة العرض المرئي.
إن منافستها الرئيسية في نطاق الرسومات هي شركة إنفيديا. فإن منتجها الرائد، سلسلة ريدون (Radeon) من بطاقة العرض المرئي، يتنافس مباشرة مع سلسلة GeForce من شركة إنفيديا.

## تاريخ
تأسست الشركة باسم "Array Technologies Incorporated" في 1985 عن طريق مهاجرين وهم كووك يوين هو من قوانغتشو، وبيني لاو ولي كا لاو من هونغ كونغ. عملت هذه الشركة أولا في مجال تصنيع المعدات الأصلية (أو إي إم، OEM) وكانت تنتج وحدات معالجة الرسومات لشركات الكبيرة تصنع أجهزة الكمبيوتر مثل شركة آي بي إم وشركة كومودور. وبحلول عام 1987، تحولت إلى شركة تصنع بطاقات العرض المرئي لمتاجر التجزئة، منها كروت EGA Wonder وVGA Wonder تحت اسمها التجاري في تلك السنة. وفي أيار 1991، أطلقت الشركة إلى الأسواق بطاقات العرض المرئي Mach8، وهو أول منتج لها قادر على عملية العرض المرئي دون مساعدة وحدة المعالجة المركزية. ولأول مرة في عام 1992 عرضت بطاقات العرض المرئي Mach32 تحسين حجم تدفق البيانات الذاكرة وعرضت تسارعا في أداء واجهة المستخدم الرسومية. وتحولة إلى شركة عامة تحت اسم ".ATI Technologies Inc" «شركة إيه تي آي تكنولوجيز» في عام 1993 مع أسهم مدرجة في بورصة ناسداك وبورصة تورونتو.

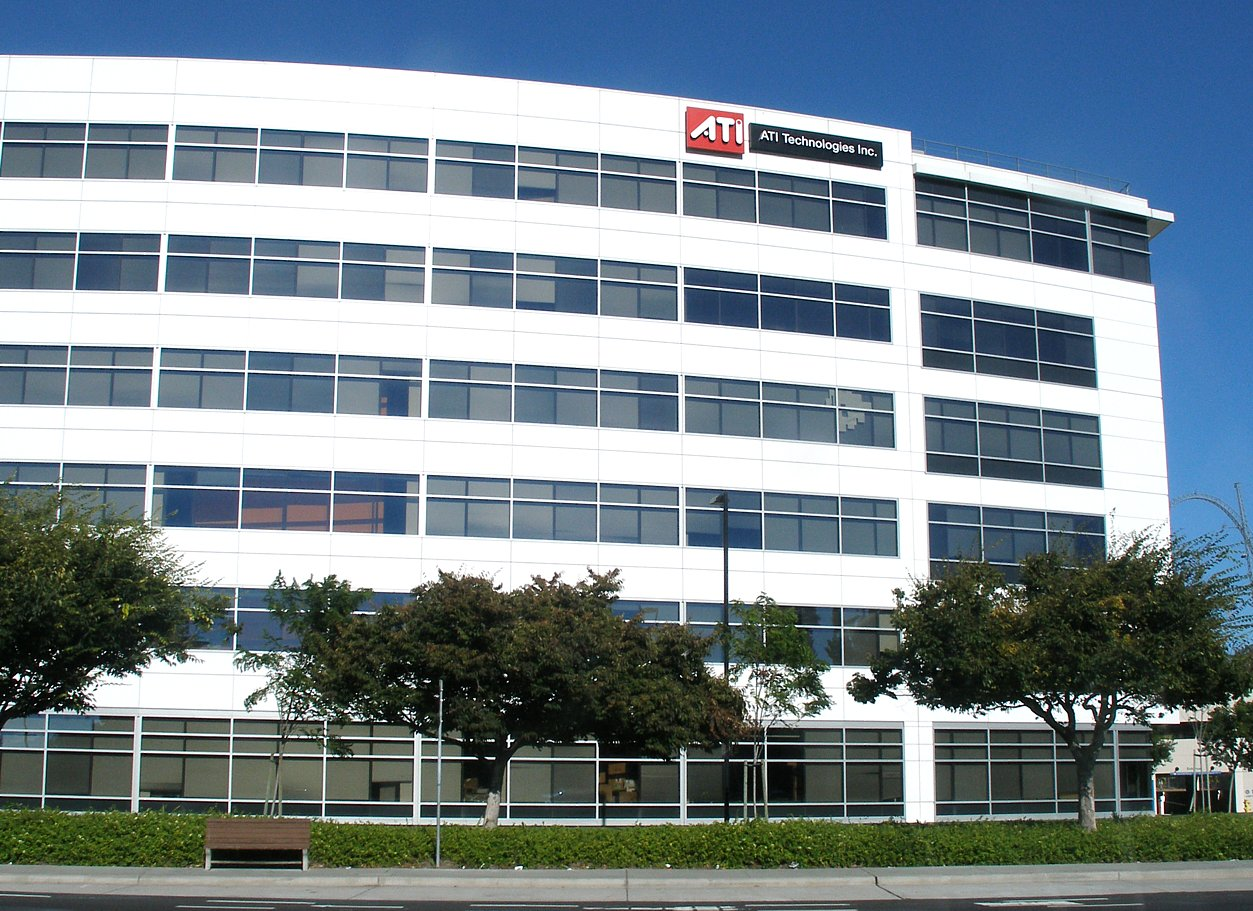
مركز إيه تي أي في سيلكون فالي

وفي عام 1994، عُرضت لأول مرة وحدة معالجة الرسومات Mach 64، التي قامت بتشغيل نظامي الرسومات التعبير (Graphics Xpression) والرسومات المحترفة السريعة (Graphics Professional Turbo). ودعمت نظام التحويل نظام الألوان من YUV إلى RGB بالإضافة إلى نظام تكبير الصورة بواسطة المعدات الصلبة، وهي تقنية مبكرة كنظام تسيرع الفيديو مستخدمةً فقط المعدات الصلبة.
عرضة شركة إي تي أي أول دمج لها لنظامي ثنائي الأبعاد وثلاثي الأبعاد تحت اسم رايج ثري دي (3D Rage). هذه الرقاقة صنعت على أساس رقاقة Mach 64 واحتوت على مسرّع عناصر ثلاثية الأبعاد. فإن رقاقة رايج شغّلت تقريبا المجموعة الكاملة من منتجات أيه تي آي الرسومية. وبصفة خاصة، رايج برو هو واحد من أول رقاقة قابلة لتطبيق نظامي ثنائي وثلاثي الأبعاد بدلا من الرقاقات 3D-only Voodoo تعمل بنظام ثري دي أف أكس (3dfx). إن نظام التسريع ثلاثي الأبعاد في رقائق رايج تطور من وظيفته الأساسية إلى نظام أكثر تطورا يستعمل نظام التسريع دايركت إكس 6.0 (DirectX 6.0) وذلك في رقاقة رايج 128 سنة 1999.

و في عام 1996 تم أطلق إلى الأسوق بطاقات أول إن وندينر (All-in-Wonder) التي جمعة بين بطاقات العرض المرئي وبطاقات موالف التلفزيون، وهي أول بطاقة يمكنها عرض الرسومات الحاسوب على التلفاز. ومن بعض مميزاتها نظام التسريع ثلاثي الأبعاد المأخوذ من الجيل الثاني من رقاقات رايج (3D Rage II)، استعمال 64 بت في المسرع ثنائي الأبعاد، تحسين في جودة عرض الفيديوهات على التلفاز، تسجيل فيديو تماثلي، تفعيل موالف التلفاز، تخفيف الارتجاجات في الصورة واستقبال نظام ستريو.
دخلت شركة إي تي أي إلى قطاع الحاسوب المحمول عن طريق إدخالها لنظام تسريع ثلاثي الأبعد الأبعاد إلى الحاسوب المحمول عام 1996. وكانت لبطاقات العرض المرئي الحاسوب المحمول متطلبات تختلف عن الأجهزة المكتبية، مثل التقليل من استهلاك الطاقة، وتخفيض الحرارة الناتجة، قدرة TMDS لشاشات الحاسوب المحمول والتكامل إلى أقصى حد. وفي عام 1997، اشترت شركة إي تي أي على خبرات مختبرات تسنغ (Tseng Labs) في مجال العرض المرئي تتضمن أربعين مهندسا من تلك الشركة.
في عام 2000، تم الكشف عن خط ريدون (Radeon) من بطاقات عرض الرسومات. وكانت وحدة معالجة الرسوميات ريدون ذات تصميم جديد تحتوي على نظام تسريع ثلاثي الأبعاد دايركت إكس 7.0، تسريع الفيديو وتسريع ثنائي الأبعاد. كانت التكنولوجيا المتقدمة التي صممت لجيل ريدونو يمكنها التكون من عدة مستويات مختلفة من السمات والأداء من أجل توفير منتجات مناسبة لكامل نطق الأسوق. وكانت المجموعة تمتد من مستويات عالية مثل سلسة ريدون إتش دي 3000/4000 (Radeon HD 3000/4000) التي تدعم نظام دايركت إكس 10.1 ذو نموذج تظليل موحد، إلى سلسلة ريدون للأجهزة المتنقلة وإلى سلسلة ذات الميزانية القليلة، مثل ريدون إكس 1300 (Radeon X1300). وتم توسيع الأجيال اللاحقة لتكون أكثر مرونة لتسهيل التصنيعها.
وفي عام 2000, إِشترت إي تي أي شركة أرت أكس (ArtX)، التي صممت وحدة معالجة الرسومات فليبر (Flipper) المستخدمة في نظام ألعاب الفيديو نينتندو جيم كيوب (Nintendo GameCube)، التي هيّأت نسخة معدلة من الرقاقة تحت اسم هوليوود لخليفة الجيم كيوب وهي الوي. وتعاقدت شركة مايكروسوفت مع إي تي أي لتصميم وحدة معالجة الرسومات تحت اسم كزينوس (Xenos) لأجهزة إكس بوكس 360. وفي وقت لاحق من عام 2005، حصلت أيه تي آي على رخصة من شركة تريون (Terayon) عن نظام مودم كبل الذي عزّز تقدمهم في الأسواق الاستهلاكية لالتلفزة الرقمية. وبقي كووك يوين رئيسا لمجلس إدارة الشركة حتى تقاعد في عام 2005. وحل محله ديف أورتون كرئيسا لمجلس الإدارة والرئيس التنفيذي للمنظمة.
و في 24 من تموز سنة 2006، أعلنت أيه إم دي وأيه تي آي خطة لاندماجهما في صفقة بلغت قيمتها 5.4 مليار دولار. وتم الدمج في 25 تشرين الأول 2006. وكان الكسب المرئي من الصفقة يشمل أكثر من ملياري دولار الممولة من قرض و56 مليون سهم من الأسهم أيه إم دي. وأبقت أيه تي أي على اسمها، والشعارها والعلاماتها التجارية. بعد ذلك الرئيس التنفيذي لشركة أيه تي آي ديف أورتون كان حصل على منصب نائب الرئيس التنفيذي لقطاع المرئيات في الشركة.
وأفيد في كانون الأول 2006 أن شركتي إيه إم دي/إيه تي أي ومنافستها الرئيسية إنفيديا، تلقيا استدعاء من وزارة العدل في الولايات المتحدة بشأن مكافحة الاحتكار في صناعة بطاقة رسومات.
وفي تموز 2007، أعلنت أيه إم دي استقالة ديف أورتون. وتسمى أيه تي آي داخل شركة أيه إم دي مجموعة منتجات الرسومات (GPG Graphics Product Group) بالإنجليزية. وتتضمّن الإدارة العليى لمجموعة منتجات الرسومات ريك بيرجمان، نائب الرئيس أعلى والمدير العام وادريان هارتوج، نائب الرئيس أعلى والمدير العام لمجموعة الإلكترونيات الاستهلاكية. والاثنان يمثلان لهيكتور رويز دي خيسوس، الرئيس التنفيذي ورئيس أيه إم دي.

## المنتجات
وبالإضافة إلى تصنيع أحد أحسن أنواع وحدات معالجة الرسومات لأجهزة الكمبيوتر، كم أنه تصنع وحدات معالجة الرسومات لأجهزة الكمبيوتر المحمول، والحاسوب الكفي (PDA)، الهواتف المحمولة وحدات معالجة الرسومات المندمج مع لوحات الأم وغيرها.
إن أيه تي آي تشجع على منتجاتها بواسطة شخصية خيالية أنثى اسمها روبي (Ruby) وهي من المرتزقة. وهي من فيلم رسومي حاسوبية متحركة من إنتاج شركة راينو أف أكس (RhinoFX)، وهي في الفيلم قناص، مخربة، قرصانة حاسوب وغيرها. وتعرض بشكل هائل في معرض الإلكترونيات مثل سيبت ومعرض اللإلكترونيات الاستهلاكية.

### رقاقات وحدات معالجة الرسومات

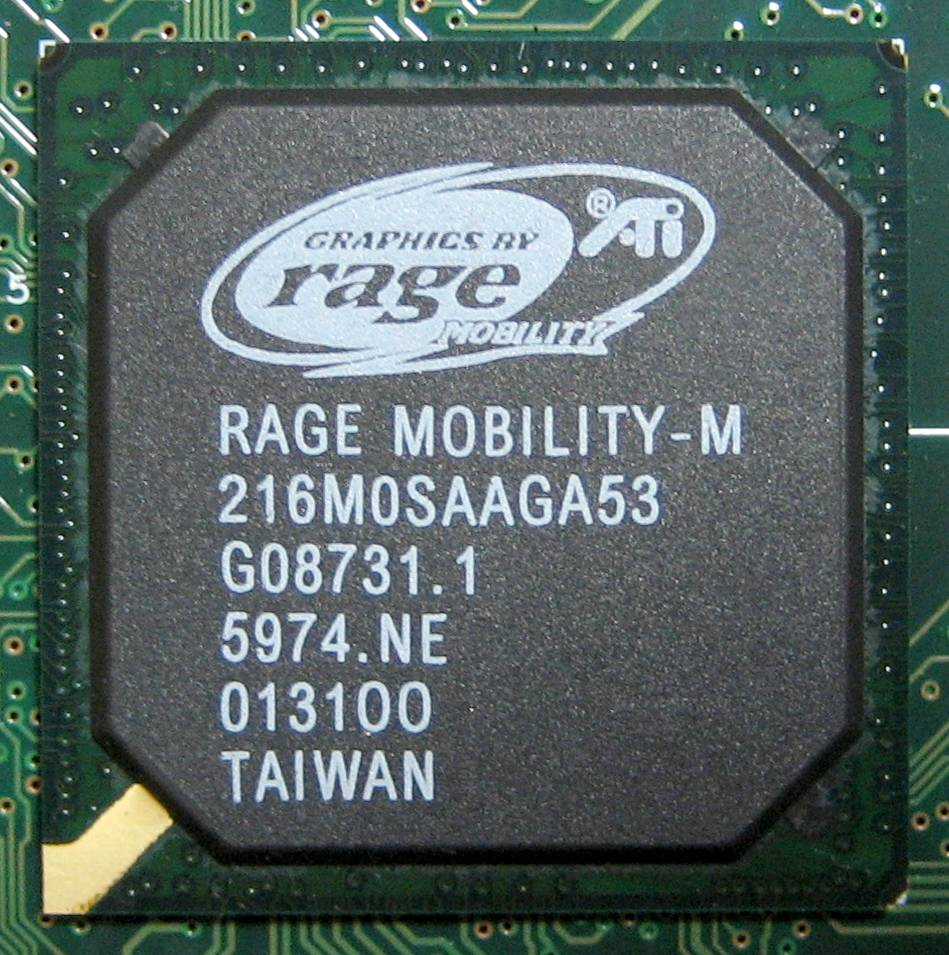
رقاقة رايج موبيليتي من شركة إيه تي أي

- سمول واندر Small Wonder- وهي سلسة مؤللفة من ثمانية بتات مطابفة للبنية صناعية قياسية مع أم دي إيه وسي جي إيه، ولاحقا أضيف إي جي إيه.
- إي جي أيه/في جي أيه واندر EGA / VGA Wonder- مطابقة لمعزز الرسومات ومنظومة عرض مرئي سنة 1987.
- سلسلة ماك Mach Series- وقد عرضت إيه تي أي أول واجهة مستخدم رسومية ثنائية الأبعاد مسرع الويندوز (Windows Accelerator). وعند تطور السلسة، تحسنت واجهة المستخدم الرسومية تحسنا كبيرا.
- سلسلة رايج Rage Series- وهي أول رقاقة لشركة إيه تي أي مسرعة العرض ثنائي وثلاثي الأبعاد. وتطورت سلسلة من مسرع العرض ثنائي وثلاثي الأبعاد بدائية وقدرة غرض إم بي إي جي 1، إلى مسرع ذو القدرة على دايركت ثري دي (Direct3D) ومسرع إم بي إي جي 2 لأقراص الدي في دي. وسلسلة الرقاقت هذه كانت محبوبة جد عند صانعي النعدات الأصلية في وقتها. ورقاقة رايج II كانت أول رقاقة استعملت في بطاقة العرض المرئي متعددة الوظائف أول إن واندر، وأكثر بطاقات أول إن واندر المتطورة مبنية على وحدة معالجة الرسومات رايج.
  - رايج موبيليتي Rage Mobility- صممت للاستخدام في أجهزة منخفضة الطاقة، مثل الحاسوب المحمول.وكانت هذه الرقائق مماثلة وظيفيا إلى الحاسوب المكتبي، ولكن أضيف عليها نظام إدارة الطاقة، رابطًا لشاشات الكريستال السائل، والقدرة العرض على شاشتين.
- سلسلة ريدون Radeon Series-تم عرض هذه السلسلة سنة 2000, فهي علامة تجارية لشركة إيه تي أي لبطاقات العرض المرئي ثلاثية الأبعاد للمستهلكين. وكانت بطاقة ريدون دي دي آر (Radeon DDR) أول بطاقة لدى الشركة ذات إمكانية التسريع ثلاثي الأبعاد دايركت إكس 7 (DirectX 7). وغالبا ما تنتج أيه تي آي ريدون برو (Radeon Pro) مع معدل ساعة أبر من ريدون العادية، وأحيانا ذات سرعة عالية تسمى إكس تي (XT)، مؤخرا أكس تي بريميوم إديشن (XT Platinum Edition) وإكس تي إكس (XTX) ذات سرعات قسوة. وهي كانت سلسا للكثير من بطاقات أول إن واندر الجديدة.
  - موبيليتي ريدون Mobility Radeon- وهي سلسلة مشابهة لسلسة ريدون مع إضافة إدارة الطاقة لأجهزة الحسوب المحمول. وقدمت عدة تحسينات مثل نظام تجزيء رقاقات ذاكرة الوصول العشوائي، مسرع إم بي إي جي 2 لأقراص الدي في دي، مقبس بطاقات العرض المرئي لأجهزة الحاسوب المحمول، نظام باور بلي لتحكم بنظام الطاقة.
  - إيه تي أي كروس فير ATI CrossFire- وهي تكنولوجية تم إنشاؤها ردا على نظام أس أل أي (SLI) من شركة إنفيديا. وهي تمكِّن من دمج قوتي بطاقتي عرض مرئي لتحسين أداء الصورة، بواسطة بطاقتين ولوحة أم مجهزين لهذا النظام. وهناك الإمكانية، في بعض الأحيان، إضافة بطاقة ثالثة لتعمل كوحدة معالجة الفيزياء (Physics Processing Unit PPU) لبعض من الألعاب، أو بإمكان البطاقة الثانية أن تقوم بنفس العمل.[16]
- فاير جي أل FireGL- وتم عرضه سنة 2001، بعد الحصول أيه تي آي شراء نظام رسومات فير جي أل من شركة دايموند مالتي ميديا (Diamond Multimedia). وهي مبنية على أساس بطاقات ريدون ومخصصة لمحطات عمل التصميم والتصنيع بمساعدة الحاسوب.
- فاير أم في FireMV- وهي مصممة لمحطات العمل، وباستطاعتها تعداد الرؤية، وهي تكنولوجية لمن يحتاج العمل على شاشتين ولكن الشاشة الثانية تعمل فقط بنظام ثنائي الأبعاد، وغالبا ما تكون مبني على نظام ريدون ذو جودة ضئيلة.

### رقاقات وحدات معالجة الرسومات لأجهزة الكمبيوتر الشخصيةومجموعات الشرائح
- ريدون آر 100 Radeon R100- أول مجموعة رقائق لدى شركة إيه تي أي. وتحتوي وحدة معالجة الرسومات بنظام ديركت إكس 7 ثلاثي الأبعاد.
- ريدون آر 200 Radeon R200- ثاني جيل من مجموعة الرقائق في الشركة. وهي أول مجموعة رقائق كاملة لدى الشركة تحتوي على الجسر الجنوبي (Southbridge). وتضم نظام ديركت إكس 8.1.[17]
- إكسبرس 200 Xpress 200- هي مبنية على نظام منفذ الملحقات الإضافية السريع (PCI Express) وعلى مجموعة رقاقت بنتيوم 4 وآثلون 64. وتدعم نظام ساتا (SATA) وهي أول مجموعة رقائق تدعم نظام ديركت إكس 9.0.[18]
- إكسبرس 3200 Xpress 3200- وهي مشابهة لإكسبرس 200 بالإضافة إلى تحسين أداء نظام كروس فير.
  - إي أم دي 580 إكس كروس فير AMD 580X CrossFire- وهي رقاقة إكسبرس 3200 تم تغير اسمها بعد أن اشترت شركة إيه أم دي شركة إيه تي أي.
- إي أم دي 690 AMD 690- لمنصتي إيه أم دي وإنتل. ويتضمن وحدة معالجة الرسومات مع نظام دايركت إكس 9.0 أكثر تطورا من رقاقة إكسبرس 200. وهي أول مجموعة رقائق تدعم وسيط متعدد عالي الوضوح على لوحة الأم.
- إي أم دي 700 AMD 700- وهي مخصصة لمنصات إي أم دي، وتدعم وحدات المعالجة المركزية من نوع فينوم (Phenom) وكواد أف أكس (Quad FX).

### حلول التلفزيون الرقمي
- سلسلة أول إن واندر All-In-Wonder- وهي سلسلة من بطاقات العرض المرئي تجمع موالف التلفاز ووحدة معالجة الرسومات ريدون في بطاقة واحدة. وتم توقيف إنتاجها في فترة معينة ثم تم إعادة إنتاجها في حزيران 2008.
- موالفات التلفاز TV Tuners
  - تي في واندر، أتش دي تي في واندر TV Wonder,HDTV Wonder- إن هذه البطاقة تستقبل عدة أنواع من الإشارة تماثلية والإشارة رقمية (مثل بال، أن تي أس سي، إي تي أس سي، دي في بي تي وغيرها) وتضم أول جيل من نظام أفايفو (AVIVO) وأيضا تدعم نظام كيبل كارد (CableCARD) ونظام كلير كيو إيه أم (Clear QAM).
  - ثياتر Theater- وهي مجموعة من مستخلصات من أنظمة تعديل سعوي رباعي وفي أس بي (VSB) لكبلات التلفاز الرقمية ونظام إيه تي أس سي.
- كزيلون Xilleon- وهي محللة ذو نظام 32 بت MIPS مع مميزة تشفير وفك التشفير إم بي إي جي 2 وأتش 264 (H.264) وفي سي 1 (VC-1).
- رموت واندر Remote Wonder- وهي سلسلة من منتجات إيه تي أي لعرض وسائط متعددة ذو قدرة الاتصال اللاسلكي والتحكم عن بع، وتستخدم أشعة تحت الحمراء.

### رقاقات وحدات معالجة الرسومات لأنظمة ألعاب الفيديو

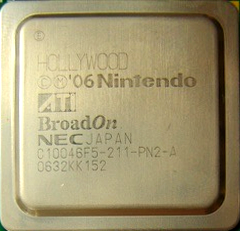
وحدة معالجة الرسومات « هوليوود » لنظام ألعاب الفيديو الوي

- فليبر Flipper - وهي رقاقة صممت من قبل شركة «آرت إكس» لنظام ألعاب الفيديو جيم كيوب من شركة نينتندو. وتم شراء شركة آرت إكس من قبل إيه تي أي خلال تطوير الرقاقة. ورقاقة فليبر تشبه رقاقات معالجة الرسومات بمسرع دايركت إكس 7. وتحتوي على أربعة مواسير تصير الرسومات، ومعدات صلبة لنظام تحويل وتقليم والإضاءة، وقليل من الدعم المحدود لتظليل العنصورات. وتحتوي على 3 مبيبايت بشكل ذاكرة الوصول العشوائي الساكنة بمقحل واحد لتخفيض كمون ذاكرة الإكساء (6.2 نانو ثانية) ومخزن الإطار المؤقت وزد بافرينغ التي تحوي على 10.4 GB/ثانية من حجم تدفق البيانات. وإن فريق تصميم فليبر كان له أهمية كبيرة في تصميم رقاقة رايدون 9700.
- كزينوس Xenos - وهي رقاقة معالجة الرسومت صممتها شركة إيه تي أي لنظام ألعاب الفيديو إكس بوكس 360 لشركة مايكروسوفت معروفة باسم كزينوس، أو آر 500 (R500), أو سي 1 (C1). ومن بعض ميزات الرقاقة احتواؤها ذاكرة الوصول العشوائي الديناميكية المضمنة (eDRAM). وأيضا من مميزاتها بنية المظلل الموحد الحقيقية التي تحمّل وتعدل العنصورات ومعالجة النقات الهندسية. وتضم أيضا معدات التغطية بالفسيفساء لتكسير السطوح إلى مثلثات صغيرة التي تشبه خاصية ترو فورم TruForm من حيث الأدائها. وإن وحدة معالجة الرسومات ريدون آر 600 (Radeon R600) أخذت العديد من الميزات من رقاقة كزينوس ما عدى eDRAM.
- هوليوود Hollywood - وهي خليفة لرقاقة فليبر مصممة لنظام ألعاب الفيديو الوي (Wii).

### الأجهزة المحمولة
- إماجن Imageon-وهي منظومة كاملة على رقاقة تم عرضها سنة 2002 التي تضم نظام الرسومات ثنائي وثلاثي الأبعاد في رقاقة واحدة للأجهزة المحمولة مثل الهواتف المحمولة والحاسوب اللوحي. وإن أجدد نسخة من هذه الرقاقة هي إماجون 2298 (Imageon 2298) التي تضم نظام تسجيل والعرض مجددا بجودة الدي في دي، وصلة للتلفاز، وتدعم الكميرات بنظام 12 ميغا بكسل. وفي سلسلة أخرة (إماجون 2300) تدعم نظام أوبن جي أل إي أس 1.1 (OpenGL ES 1.1). وتم تعديل الاسم ليتضمن إسه أم دي بعد دمج شركة أيه تي أي معها باسم إيه أم دي إماجن.
- إماجن تي في Imageon TV- إن هاذه الرقاقة أمكنت الأجهزة المحمولة من تلقي إشارات البث التلفزيوني (دي في بي-أتش) التي تمنح قدرة مشاهدة محطات التلفاز على الجهاز المحمول. وإن هاذه الرقاقة تضم موالف للتلفاز، مستخلص، فاكك شفرات والعديد من البرامج التعمل مع هذه الرقاقة.

### الحواسيب عالية الأداء
- إيه أم دي فاير ستريم AMD FireStream- وفي الأصل كان اسمها إيه أم دي ستريم بروسّسور (AMD Stream Processor). وتستخدم نظام التحليل المتدفق (Stream Processing)، بالإضافة إلى وسيط كلوس تو متال (Close to Metal).

## مشغل بطاقات العرضالمرئي لشركة إيه تي أي
توفر أيه تي آي حاليا مشغلات لأجهزتها، تسمى إيه تي أي كاتاليست (ATI Catalyst)، لمايكروسوفت ويندوز فيستا، ويندوز إكس بي، ماكنتوش أو إكس، ولينكس.ولدى مستخدمي لينكس خياران في مشغل البطاقات إما النظام القديم (R200 وما بعده) أو المصدر المفتوح الجديد (R480 وما قبله).

## اقرأ أيضا
- إيه إم دي
- إنفيديا
- بطاقة عرض مرئي